# Babia Góra (Zaborze)
Babia Góra (377 m) – wzgórze w miejscowości Zaborze, w województwie śląskim, w powiecie myszkowskim, w gminie Żarki. Znajduje się na Wyżynie Częstochowskiej będącej częścią Wyżyny Krakowsko-Częstochowskiej.
Babia Góra porośnięta jest lasem sosnowym, ale w pobliżu jej najwyższej kulminacji jest spora polana. W lesie są skały wapienne, a wśród nich dwie niewielkie jaskinie: Jaskinia za Krzyżem i Schronisko w Dymiarce.